# 齐尔滕多夫
齐尔滕多夫（德語：Ziltendorf）是德国勃兰登堡州的市镇，隶属于奥得-施普雷县，总面积为28.77平方千米，截至2020年总人口为1485人。